# 福山型先天性筋ジストロフィー
福山型先天性筋ジストロフィー（ふくやまがたせんてんせいきん - 、Fukuyama type congenital muscular dystrophy; FCMD）とは、先天的に筋力低下が見られる先天性筋ジストロフィーの1つ。日本では先天性筋ジストロフィーの中で最も多い疾患である。

## 概要
1960年に福山幸夫によって報告され、1993年に戸田達史によって原因遺伝子が同定された。
常染色体劣性遺伝の疾患である。フクチンをコードする遺伝子fukutinの変異によって起こると考えられている。その異常は2000年前に日本人の祖先に生じたと推定されている。
日本特有の疾患と言ってもよく、ほとんどの症例が日本人で、他国での報告はきわめて少数である。保因者は80人に1人、発生率は出生26000人に1人である。

## 症状
生下時から筋力低下を認める。哺乳力や泣き声が小さいことで気付かれることもある。精神遅滞も合併する。歩行能力はほとんどの例で獲得できない。また、腓腹筋や頬筋の仮性肥大が見られる。痙攣は約半数で認める。合併症として嚥下障害による誤嚥性肺炎、筋力低下による心不全などが発生する。予後は不良で呼吸器感染や心不全などによって、長くても20代で死亡する。

## 診断
臨床症状、生化学検査値、病理検査から診断する。確定診断には遺伝子検査が必要である。

### 検査
生化学検査
CKの上昇を認め、それに伴いAST、ALT、LDHも上昇する。
筋電図
筋原性変化を認める。
MRI
T2強調画像で大脳白質の信号が延長する。
筋生検
筋線維の円形化、間質の増生を認める。デュシェンヌ型筋ジストロフィーと比較すると壊死・再生線維は少ない。

## 治療
現在根本的な治療は不可能であり、筋力低下等に対する対症療法しかない。しかしながら、2011年に神戸大学医学部教授の戸田達史らは、福山型先天性筋ジストロフィーにおいてfuktinの異常なRNAスプライシングが起きていることを示し、患者の細胞やモデルマウスにアンチセンスオリゴヌクレオチドを投与すると、異常なRNAスプライシングが抑制され、正常なフクチンが産生されることを確認し、根本治療に対する道筋ができた。

## 診療科
- 小児科